# Trophée Chopard
Le Trophée Chopard est une récompense remise aux révélations féminines et masculines du cinéma lors du Festival de Cannes. Le Trophée se présente sous la forme d'un bout de pellicule dorée. C'est l'entreprise de joaillerie suisse Chopard qui organise le prix décerné depuis 2001.

## Palmarès
- 2001 : Audrey Tautou et Eduardo Noriega[2]
- 2002 : Ludivine Sagnier et Paz Vega (ex æquo) et Hayden Christensen[2]
- 2003 : Diane Kruger et Gael Garcia Bernal[2]
- 2004 : Marion Cotillard et Rodrigo Santoro[2]
- 2005 : Kelly Reilly et Jonathan Rhys-Meyers[2]
- 2006 : Jasmine Trinca et Kevin Zegers[2]
- 2007 : Archie Panjabi et Nick Cannon (ex æquo) et James McAvoy[3],[2]
- 2008 : Tang Wei et Omar Metwally[2]
- 2009 : Léa Seydoux et David Kross[2]
- 2010 : Liya Kebede et Edward Hogg[2]
- 2011 : Astrid Bergès-Frisbey et Niels Schneider[2]
- 2012 : Shailene Woodley et Ezra Miller[2]
- 2013 : Blanca Suárez et Jeremy Irvine[2]
- 2014 : Adèle Exarchopoulos et Logan Lerman[4]
- 2015 : Lola Kirke et Jack O'Connell[2]
- 2016 : Bel Powley et John Boyega[2]
- 2017 : Anya Taylor-Joy et George MacKay[2]
- 2018 : Elizabeth Debicki et Joe Alwyn[2]
- 2019 : Florence Pugh et François Civil[5],[6]
- 2021 : Jessie Buckley et Kingsley Ben-Adir[2]
- 2022 : Sheila Atim et Jack Lowden[7]
- 2023 : Naomi Ackie et Daryl McCormack[8]
- 2024 : Sophie Wilde et Mike Faist
- 2025 : Marie Colomb et Finn Bennett